# Rob Menendez
Robert Jacobsen Menendez Jr., detto Rob (Contea di Hudson, 12 luglio 1985), è un politico statunitense, membro della Camera dei Rappresentanti per lo stato del New Jersey dal 2023.

## Biografia
Figlio del senatore del Partito Democratico Bob Menendez, crebbe in una famiglia di origini cubane: i suoi nonni erano infatti immigrati per fuggire al regime di Fulgencio Batista. Rob studiò all'Università della Carolina del Nord a Chapel Hill e conseguì una laurea in giurisprudenza presso la Rutgers University.
Svolse la professione di avvocato presso lo studio legale Lowenstein Sandler. Nell'aprile 2021 il governatore del New Jersey Phil Murphy lo nominò commissario dell'Autorità Portuale di New York e New Jersey. Divenne il primo latinoamericano e il primo millennial a rivestire la carica. Rassegnò le dimissioni il giorno prima di entrare al Congresso.
Nel 2022, quando il deputato di lungo corso Albio Sires annunciò la sua intenzione di lasciare la Camera dei Rappresentanti, Menendez si candidò per il suo seggio, che in precedenza era stato detenuto da suo padre. In campagna elettorale si occupò di promuovere temi come il controllo delle armi, gli investimenti sulle infrastrutture e il diritto all'aborto. Vinse le primarie democratiche con oltre l'83% delle preferenze, per poi aggiudicarsi anche le elezioni generali con il 73% dei voti. Menendez entrò quindi a far parte della stessa delegazione congressuale di suo padre.